# هيسدورف (اتحاد إداري)
اِتِّحاد هِيسّدُورف (بالأَلمانِيَّة: Verwaltungsgemeinschaft Heßdorf) هُو اِتِّحاد إِدارِي أَلمانِيَّ في مِنطَقَة إرلِنغَنِّ - هُوششَتَادت التَّابِعة لِمُحافظة فرانكُونيا الوُسطَى في وِلاَية رَآيْنٌ لَانْد - بفَآلز في جُمهُوريَّة أَلمَانيَا الاِتّحاديّة. ويضُمُّ اِتِّحاد هِيسّدُورف بلدتَان بمِساحة تُقَدَّر بحَوالَي 32 كم².

## بلدَات اِتِّحاد هِيسّدُورف
يضُمُّ اِتِّحاد هِيسّدُورف بلدتَان بمِساحة تُقَدَّر بحَوالَي 32 كم². وهي كالتَّالي:
| اِسم البلدَة       | ٱلِٱسم بالأَلمانِيَّة       | عَدد السُكَّان | المِساحَة (كم²) |
| ---------------- | ---------------------- | ---------- | ------------- |
| بَلْدَة غرُوسِنٌّزيهبَآَخ | Gemeinde Großenseebach | 2٬440      | 7             |
| بَلْدَة هِسِّدُورف      | Gemeinde Heßdorf       | 3٬508      | 25            |

## وُصلات خارجيّة
- صفحة اِتِّحاد هِيسّدُورف الرّسميّة (باللُّغَةُ الألمانِيّة).

## مَراجع
1. ↑  "معلومات عن هيسدورف (اتحاد إداري) على موقع openstreetmap.org". openstreetmap.org. مؤرشف من الأصل في 2019-12-16.